# Naturschutzgebiet Neuensiener und Selliner See

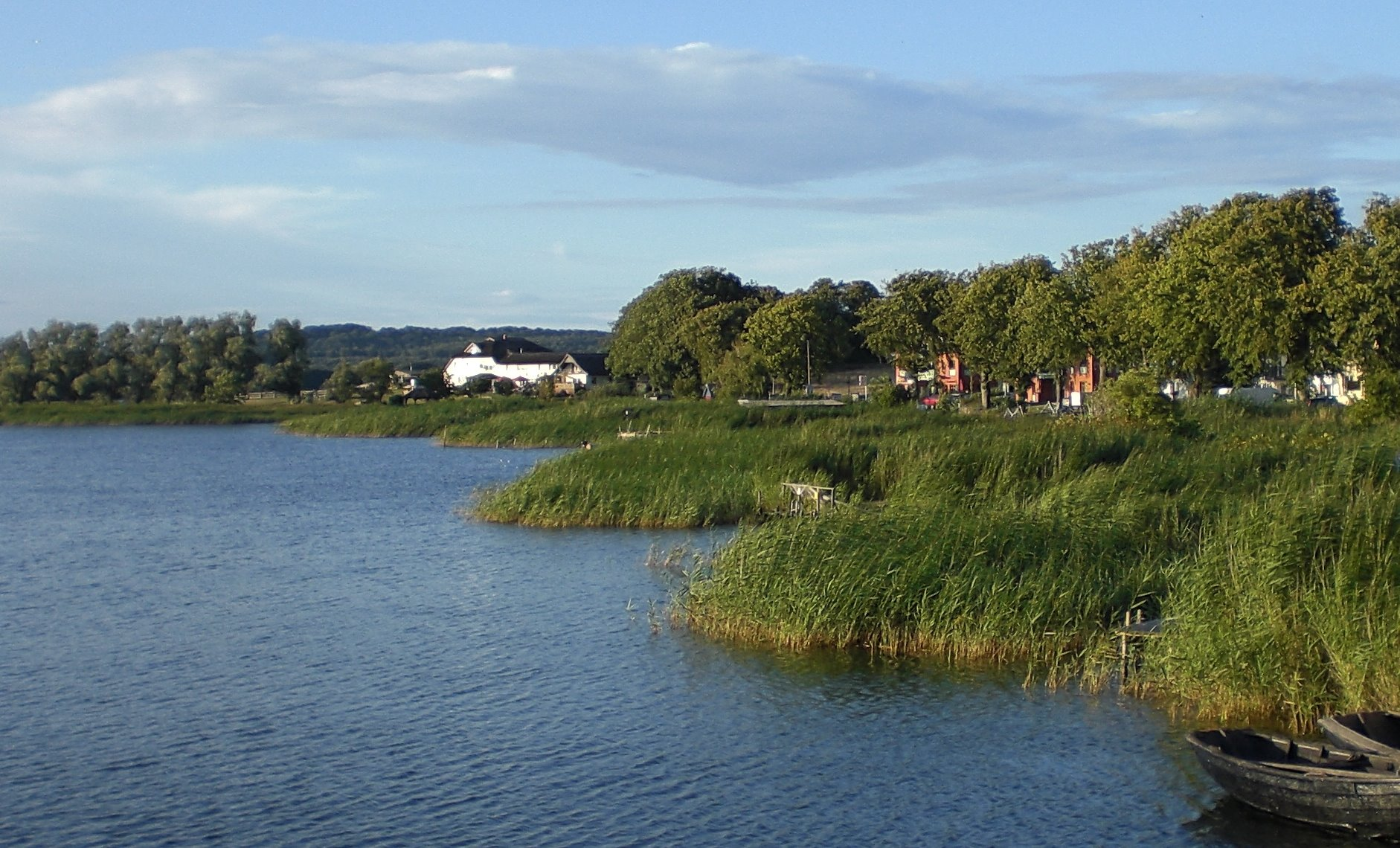
Teilgebiet Neuensiener See

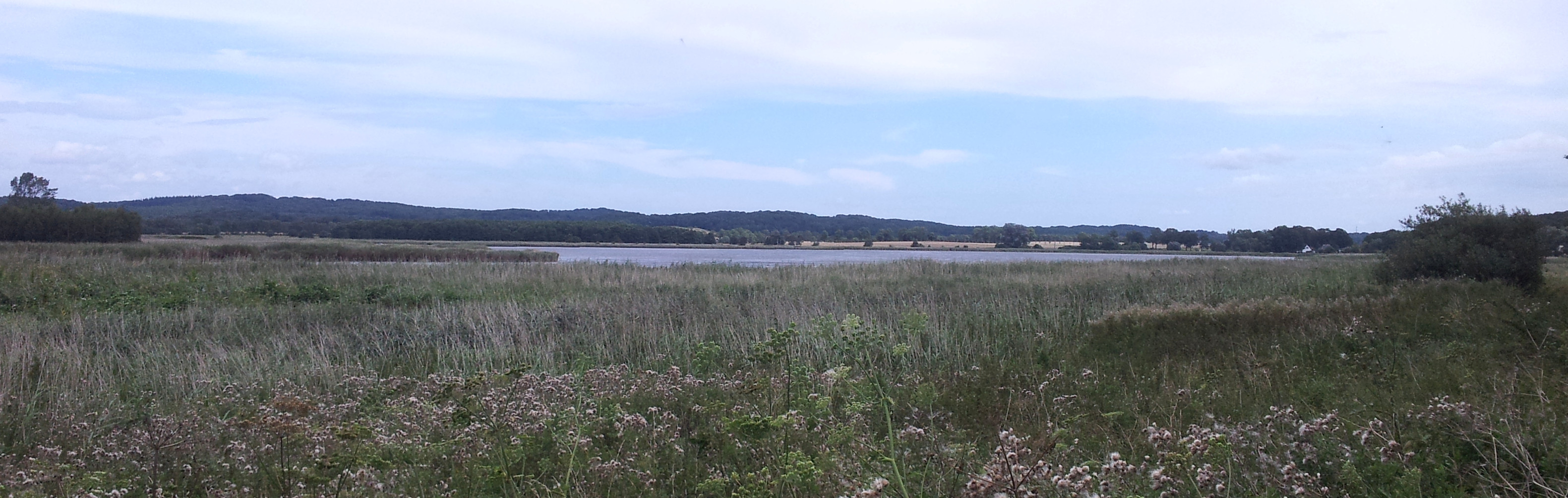
Blick aus Richtung Süd-West nach Nord-Ost über den Neuensiener See

Das Naturschutzgebiet Neuensiener und Selliner See ist ein aus drei Teilen bestehendes und 234 Hektar umfassendes Naturschutzgebiet in Mecklenburg-Vorpommern. Die Unterschutzstellung erfolgte am 12. September 1990 im Rahmen der Gründung des Biosphärenreservats Südost-Rügen. Das Naturschutzgebiet umfasst den gesamten Neuensiener See mit westlich angrenzender Niederung, das Westufer des Selliner Sees und den dazwischen liegenden Hohen Berg. Das Schutzziel besteht in Erhalt und Regeneration  von Feuchtlebensräumen als Nahrungs-, Rast- und Brutgebiet zahlreicher Vogelarten sowie von Amphibien.
Umliegende Orte sind Lancken-Granitz, Seedorf, Sellin und Baabe. Der Gebietszustand wird insgesamt als unbefriedigend eingestuft, da die Folgen der nachteiligen Bewirtschaftung zu DDR-Zeiten noch nicht aufgehoben werden konnten. Renaturierungsprojekte wurden jedoch im West- und Nordostteil des Neuensiener Sees im Rahmen des Naturschutzgroßprojektes Ostrügensche Boddenlandschaft durchgeführt. Nach EU-Recht ist das Naturschutzgebiet Bestandteil des FFH-Gebiets Küstenlandschaft Südostrügen sowie des Vogelschutzgebiets Greifswalder Bodden und südlicher Strelasund.

## Geschichte
Die beiden Seen entstanden als Toteisformen nach der letzten Eiszeit. Der folgende Meeresspiegelanstieg der Littorina-Transgression führte zur Überflutung und zum Anschluss an den Rügischen Bodden. Beide Buchten vermoorten mit Durchströmungs- und Überflutungsmooren. Heute haben die Seen einen polytrophen Zustand. Der zum Naturschutzgebiet gehörende Hohe Berg geht auf einen Kame zurück und ist durch sandiges Substrat geprägt.
Menschliche Besiedlung der Flächen ist durch zahlreiche Großsteingräber, wie etwa bei Altensien oder westlich bei Lancken-Granitz und Burtevitz, seit der Jungsteinzeit belegt. Die Schwedischen Matrikelkarten aus dem Jahr 1696 zeigen die Flächen gehölzfrei. Zweihundert Jahre später zeigen sich die Westbereiche beider Seen auf dem Urmesstischblatt von Entwässerungsgräben durchzogen. Im Westteil des Neuensiener Sees befanden sich zur damaligen Zeit Torfstiche. In den 1970er Jahren wurde der Neuensiener See eingedeicht und mittels eines Schöpfwerkes entwässert. Die Flächen wurden landwirtschaftlich genutzt: nach Dränung und Umbruch wurde Saatgrasland ausgebracht. Seit 1996 wurden Renaturierungsmaßnahmen durch Rückbau der Entwässerung und extensive Nutzung eingeleitet.
Das Westufer des Selliner Sees wurde bis 1990 als Salzweide genutzt. Die jahrhundertelange Beweidung wurde dann eingestellt.
Die Kliffs von Nord- und Südperd wurden durch Küstenschutzmaßnahmen von aktiven Prozessen der Ausgleichsküste abgeschnitten.

## Pflanzen- und Tierwelt
Im Neuensiener See kommen noch Armleuchteralgen und das Große Nixkraut vor. Beide Seen werden von umfangreichen Schilf-Röhrichten gesäumt. Im Neuensiener See besteht dies noch aus Gemeiner Strandbinse, Salz-Teichsimse, Wiesen-Alant und Strandaster. Auf den eingedeichten Flächen wächst nach wie vor artenarmes Saatgrasland. Feuchtere Wiesenbereiche der beiden Seen sind mit Sumpfdotterblume, Seggen, Wassernabel, Fieberklee und Zittergras bestanden. Salzwiesen finden sich nordöstlich der Ortschaften Moritzdorf und Altensien. Am Selliner See stockt weiterhin kleinräumig ein Erlenbruchwald.
Auf dem hohen Berg wachsen Ginster-Gebüsche und ein Vorwald aus Eichen und Ebereschen.
Die Flächen haben einen hohen Wert für die Vogelwelt. Enten, Gänse und Schwäne nutzen sie ganzjährig als Rückzugsgebiet, darunter Grau-, Waldsaat- und Blässgans sowie Stock-, Reiher-, Tafel- und Pfeifente.